# Arora
Arora é um navegador web leve, multiplataforma, livre e de código aberto desenvolvido por Benjamin C. Meyer. O Arora esta disponível para Linux, Mac OS X, Windows, FreeBSD, OS/2, Haiku, e para qualquer outro sistema operacional que suporta o toolkit Qt. O nome do Arora é um palíndromo.
Os recursos do navegador include navegação com abas, favoritos, histórico de navegação, barra de localização inteligente, OpenSearch, gerenciamento de sessão, modo privativo, um gerenciador de downloads, WebInspector e AdBlock.
Por diversos meses, Meyer descontinuou o desenvolvimento do Arora devido a não ter certeza acerca de restrições de cláusulas de não competição por seu empregador; finalmente em julho de 2011, ele anunciou que não poderia mais contribuir com o projeto. Outro desenvolvedor de software, Bastien Pederencino criou uma fork do código-fonte do Arora, e publicou uma variante chamada zBrowser – renomeada como Zeromus Browser em fevereiro de 2013. Em maio de 2013, Pederencino publicou outra variante chamada BlueLightCat. Em fevereiro de 2014, algumas novas patches foram lançada na página de projeto do Arora no GitHub, com algumas distribuições Linux incorporando as mudanças em suas versões individuais dos pacotes Arora em seus repositórios.